# Liszó, Zala
Liszó  este un sat în districtul Nagykanizsa, județul Zala, Ungaria, având o populație de 391 de locuitori (2011). 

## Demografie
Componența etnică a satului Liszó
     Maghiari (98,03%)
     Romi (1,12%)
     Croați (0,84%)
Componența confesională a satului Liszó
     Romano-catolici (63,94%)
     Luterani (14,83%)
     Fără religie (3,32%)
     Reformați (1,28%)
     Necunoscută (16,62%)
Conform recensământului din 2011, satul Liszó avea 391 de locuitori. Din punct de vedere etnic, majoritatea locuitorilor (98,03%) erau maghiari, cu o minoritate de romi (1,12%).  Din punct de vedere confesional, majoritatea locuitorilor (63,94%) erau romano-catolici, existând și minorități de luterani (14,83%), persoane fără religie (3,32%) și reformați (1,28%). Pentru 16,62% din locuitori nu este cunoscută apartenența confesională.